# Психологія розвитку

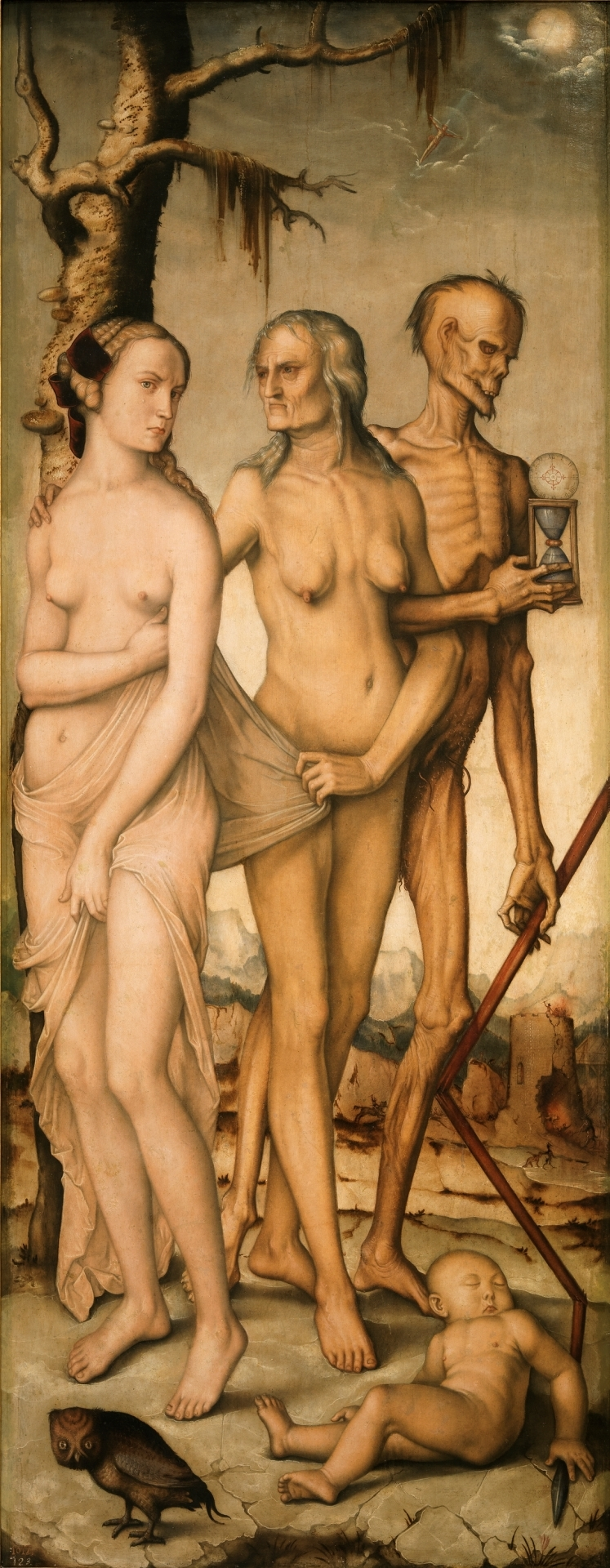
Три віки і смерть
Ганс Бальдунг, 1540—1543
Національний музей Прадо, Мадрид.

Психологія розвитку або вікова психологія — галузь психологічної науки, яка вивчає особливості психічного та особистісного розвитку людини на різних етапах її життя. Психологія розвитку вивчає стадії розвитку, закономірності їх зміни, періодизацію психічного розвитку та розвитку особистості, залежність психічного розвитку від культурно-історичних і соціальних умов тощо.

## Історія
Психологія розвитку виникла в 1882 році. Її поява пов'язана з виходом книги видатного німецького фізіолога і психолога Вільгельма Прейера «Душа дитини», присвяченої дитячій психології. У 20 рр. У XX столітті психологія розвитку визначалась як самостійна наука.
Витоки психології розвитку як науки:
- Розвиток філософських теорій
- Відкриття еволюційної біології в XIX ст.
- Соціально-історичні зміни
- Розвиток природничих і гуманітарних наук

## Теорії розвитку
Вільям Крейн виділяє такі основні теорії розвитку:
- Ранні теорії: преформізм, конформізм — Лок і Руссо
- Теорія дозрівання Гезелла[en]
- Етологічні та еволюційні теорії Дарвіна, Лоренца та Тінбергена
- Теорії прихильності — Боулбі й Ейнсворт
- Філософія освіти Монтессорі
- Теорія організму й порівняльна теорія Вернера[en]
- Теорія когнітивного розвитку Піаже
- Стадії морального розвитку за Кольбергом
- Теорії навчення: Павлов, Вотсон, Скіннер
- Теорія соціального навчання Бандури
- Культурно-історична теорія Виготського і Лурії
- Психосексуальний розвиток Зигмунда Фрейда
- Теорія сепарації-індивідуації Маргарет Малер
- Вісім стадій життя Еріксона
- Теорія аутизму Беттельгейма[en]
- Теорія дитячих переживань Шахтеля[уточнити]
- Теорія зрілості Юнга